# بونیتو، کامپانیا

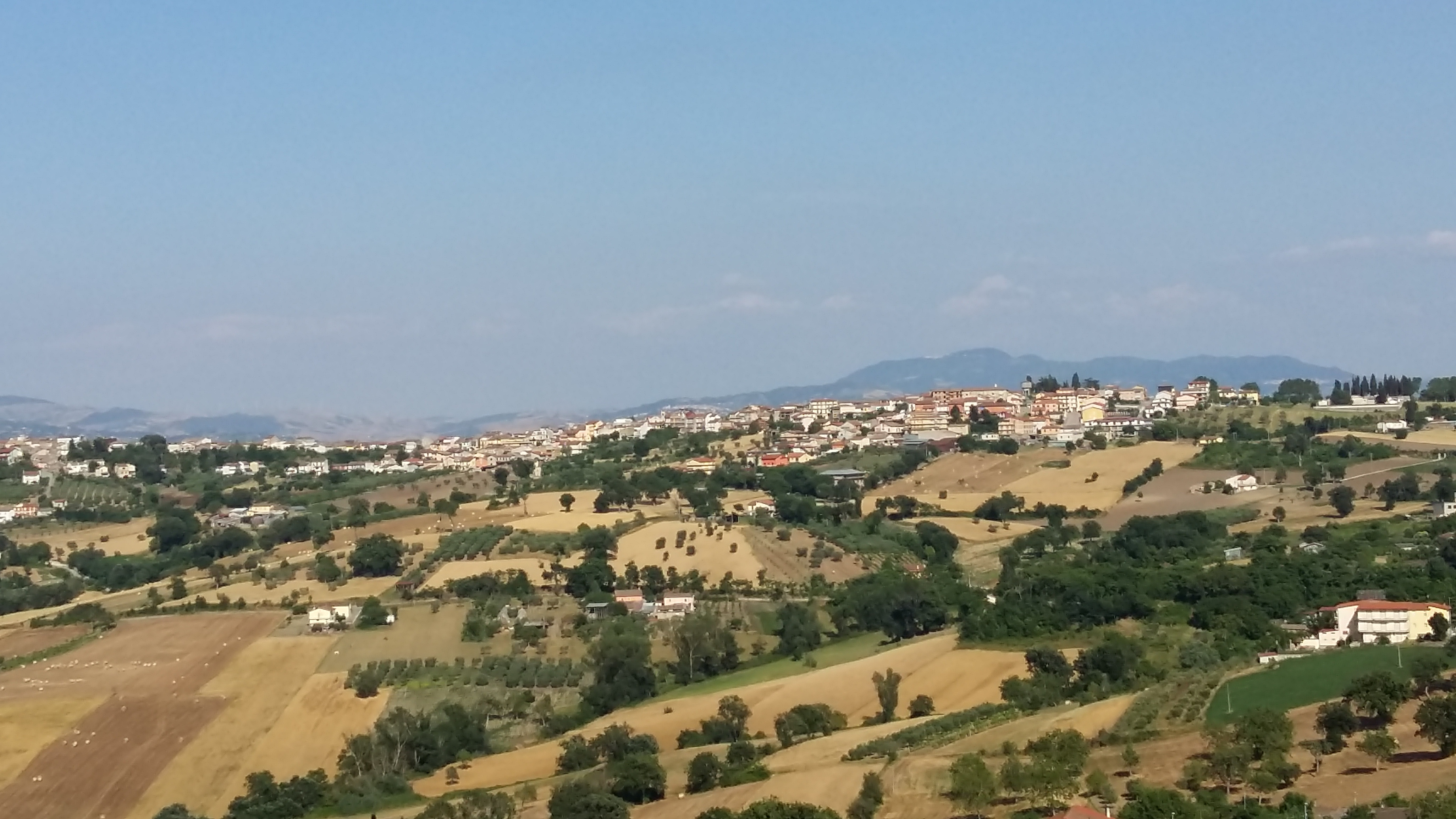
عکس پانوراما

بونیتو، کامپانیا (به ایتالیایی: Bonito) یک کومونه در ایتالیا است که در استان آولینو واقع شده‌است.

## خصوصیات
بونیتو ۱۸٫۶۲ کیلومترمربع مساحت و ۲٬۵۴۰ نفر جمعیت دارد و ۴۹۰ متر بالاتر از سطح دریا واقع شده‌است.